# Secusio javanica
Secusio javanica là một loài bướm đêm thuộc phân họ Arctiinae, họ Erebidae.